# それ聴け!スポ魂!
『それ聴け!スポ魂!』（それきけ!スポこん!）はRCCラジオ（中国放送）で2017年10月3日から2021年3月末まで放送されたラジオのスポーツ番組。

## 概要
これまで放送されてきた『ココだけスポーツ&ニュース』の役割を引き継ぎ、新しい広島県内のスポーツ情報を伝える番組として再出発したもの。
この番組では、広島で活躍するプロスポーツを取り上げつつ、2020年に行われることになっている、東京オリンピックを目指しているスポーツ選手も登場して「リスナーのスポーツマインド」を刺激させる。
2017年度から2019年度は火曜から木曜の放送だったが、2020年度は、これまで金曜日の夕方に放送してきた『金曜ビート』の放送枠を吸収し、新たに火曜から金曜の夕方の時間帯に放送された。
しかし、およそ3年間にわたって放送してきたこの番組も2020年度をもって終了して、2021年度からは、この放送枠に『夕刊Genadey』というニュース情報番組を編成する。

## 放送時間

### 2017年度
- 毎週火曜-木曜 17:47-18:45

### 2018年度・2019年度
- 毎週火曜-木曜 17:46-18:45

### 2020年度
- 毎週火曜-金曜 17:46-18:45

## パーソナリティ

### 2017年度
火曜日「DUNK!」
- 坂上俊次(RCCアナウンサー)
- 岡崎修司(広島ドラゴンフライズ)

水曜日「KICK OFF!」
- 石田充(RCCアナウンサー)
- 森﨑浩司(サンフレッチェ広島元選手・サンフレッチェ広島アンバサダー)

木曜日「VENUS!」
- 石橋真(RCCアナウンサー)

### 2018年度
火曜日・広島のアスリートにフォーカス
- 石橋真(RCCアナウンサー)

水曜日
- 伊東平（RCCアナウンサー）
- 横山竜士（RCCプロ野球解説者）

木曜日・サンフレッチェ広島にフォーカス
- 石田充(RCCアナウンサー)
- 森﨑浩司(サンフレッチェ広島元選手・サンフレッチェ広島アンバサダー)
- 渕上沙紀(RCCアナウンサー)

### 2019年度
火曜日・広島のアスリートにフォーカス
- 石橋真(RCCアナウンサー)

水曜日
- 伊東平（RCCアナウンサー）
- 横山竜士（RCCプロ野球解説者）※2020年シーズンから広島東洋カープの一軍投手コーチに就任したため、2020年1月8日以降の後任出演者はRCCプロ野球解説者の天谷宗一郎となった。

木曜日・サンフレッチェ広島にフォーカス
- 石田充(RCCアナウンサー)
- 森﨑浩司(サンフレッチェ広島元選手・サンフレッチェ広島アンバサダー)
  - 渕上沙紀は「卒業」としてレギュラーから外れたものの、石田・森崎の代役（森崎の代役として2019年10月24日、石田の代役として2020年1月30日）などでこの年も不定期出演している。

### 2020年度
火曜日
- 石橋真(RCCアナウンサー)

水曜日・金曜日
- 伊東平（RCCアナウンサー）
- TOMOT(Alice Hiroshima Fun♪Radio) (水曜日のみ)

木曜日
- 石田充(RCCアナウンサー)
- 森﨑浩司(サンフレッチェ広島)